# 克羅埃西亞國會
克羅地亞議會是克羅地亞的立法机关。根據《克羅埃西亞憲法》，克羅地亞議會擁有立法權。克羅地亞國會採行一院制，共有151名議員，任期4年，由無記名普選投票產生。151席議員中140席由選舉區選出，8席是少數民族代表，3席是克羅地亞僑民代表。現在克羅地亞議會的最大黨派是克罗地亚民主共同体。

## 選舉制度

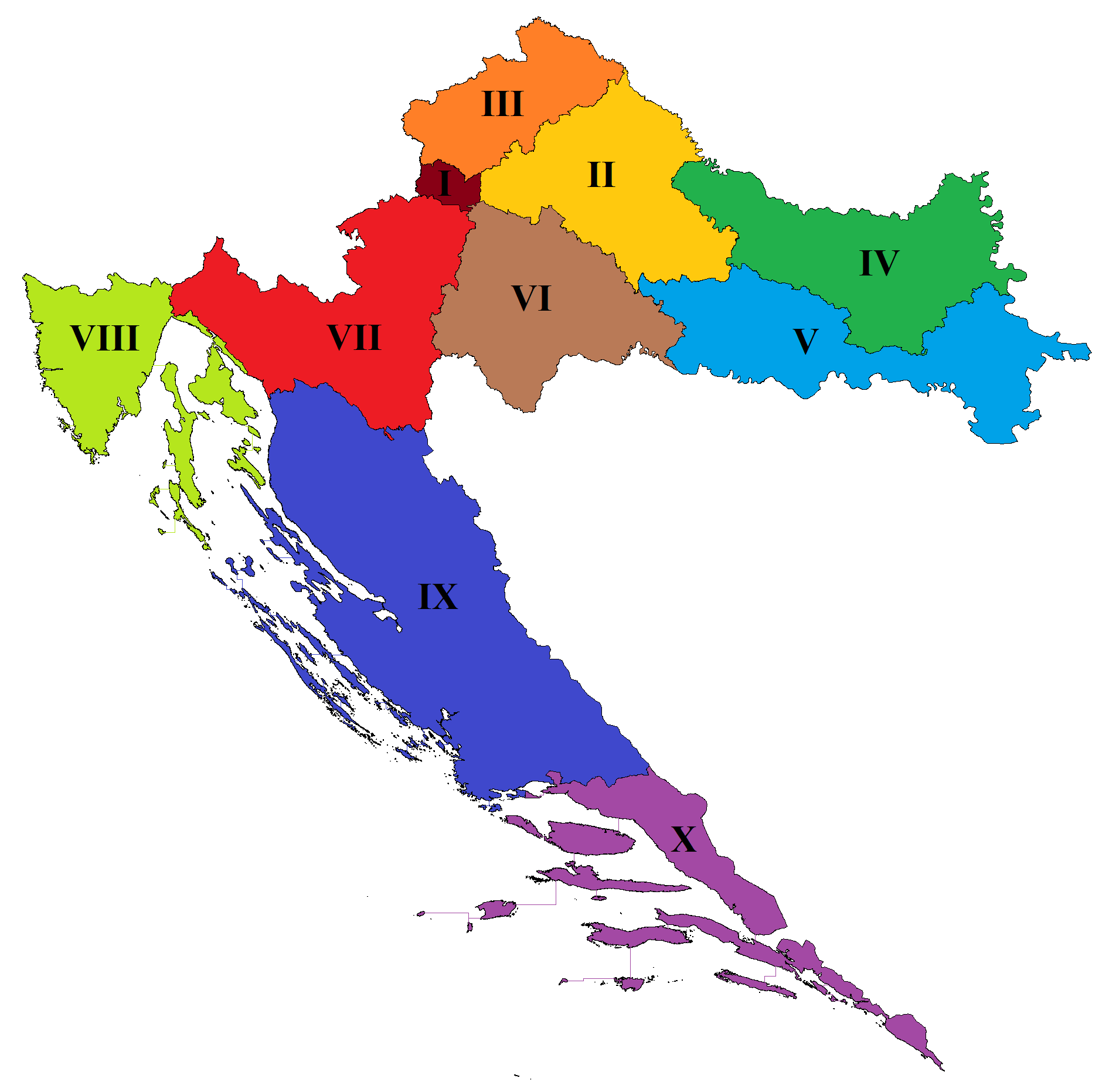
2020年選舉的十個地方選區

議會的151位議員分別由十個地方選區和兩個特殊選區以無記名普選方式產生：
- 140席由十個地方選區產生，選舉方式為開放名單比例代表制，並以漢狄法分配選票（設有最低門檻5%），選區得票數最高的首十位候選人當選。
- 三席由居住在海外的克羅地亞僑民選出，又稱為第十一地方選區。
- 八席由少數民族選出：

1. 三席屬塞爾維亞人
2. 一席屬意大利人
3. 一席屬捷克及斯洛伐克人
4. 一席屬匈牙利人
5. 一席屬阿爾巴尼亞、波斯尼亞、北馬其頓、黑山和斯洛文尼亞人
6. 一席屬奧地利人、德國人、羅姆人、羅馬尼亞人、阿羅蒙人等歐洲民族

## 外部連結
- The Croatian Parliament （页面存档备份，存于）
- Internet Television of the Croatian Parliament （页面存档备份，存于）

45°48′58″N 15°58′28″E / 45.81611°N 15.97444°E